# Мадам Си Джей Уокер

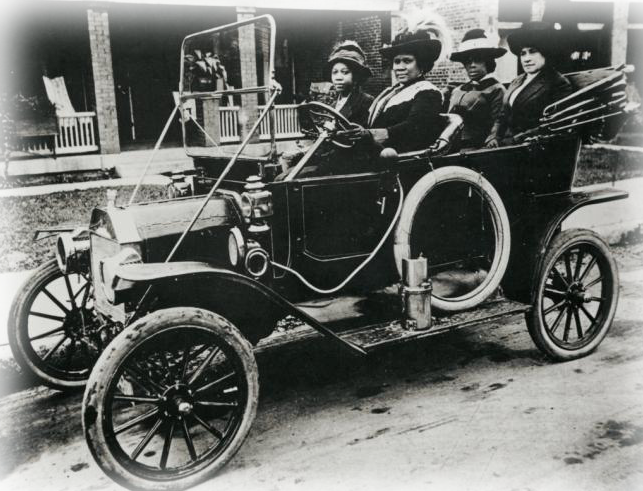
Си Джей Уокер с друзьями в автомобиле

Сара Бридлав (англ. Sarah Breedlove), известная как Мадам Си Джей Уокер (англ. Madam C. J. Walker; 23 декабря 1867 года — 25 мая 1919 года) — американская предпринимательница и филантроп, считающаяся первой в США женщиной, создавшей состояние в миллион долларов. Источник её дохода — успешная линия косметики и товаров для волос, предназначенных для афроамериканских женщин. Производство, реклама и распространение товаров велось через компанию Madame C. J. Walker Manufacturing Company.

## Ранние годы
Сара Бридлав родилась 23 декабря 1867 года в Делте, штат Луизиана в семье Оуэна и Минервы Бридлав. У неё были сестра Лувения и пятеро братьев: Александр, Джеймс, Соломон и Оуэн-младший. Родители и старшие дети были рабами на плантации Роберта У. Берни. Сара стала первым ребёнком, родившимся у Бридлавов свободным благодаря Прокламации об освобождении рабов. В 1872 году умерла мать Сары, вероятно, от холеры. Отец после этого женился повторно, но вскоре скончался.
Сара переехала к старшей сестре и её мужу Вилли Пауэллу. В возрасте 14 лет она вышла замуж за Мозеса Макуильямса, чтобы избежать плохого отношения Пауэлла. Три года спустя у неё родилась дочь, А’Лелия Уокер. Когда Мозес Макуильямс умер, Саре было всего 20 лет, а её дочери — 2 года. Вскоре после этого она переехала в Сент-Луис, где жили три её брата, работавшие парикмахерами. В 1906 году Сара вышла замуж за Чарльза Джозефа Уокера, продавца товаров через рекламные объявления в газетах.

## Карьера
Взяв по мужу имя Мадам Си Джей Уокер, Сара начала продавать свои товары по всем Соединённым Штатам. Её дочь, А’Лелия Уокер, занималась почтовыми заказами, а Уокеры разъезжали по южным и восточным штатам. В 1908 году они обосновались в Питтсбурге, штат Пенсильвания, где открыли Лелия-колледж, обучавший «культуре волос». В 1910 году Уокеры переехали в Индианаполис, где открыли штаб-квартиру компании и построили фабрику.
Мадам Си Джей Уокер начала обучение других чернокожих женщин, помогая им организовать собственный бизнес. Она также выступала с лекциями на политические, экономические и социальные темы на собраниях, организуемых влиятельными организациями чернокожих американцев. После беспорядков в Ист-Сент-Луисе она присоединилась к Национальной ассоциации содействия прогрессу цветного населения (NAACP) в борьбе за признание линчевания федеральным преступлением. В 1918 году на съезде Национальной ассоциации цветных женщин (англ. National Association of Colored Women) (NACW) Мадам Си Джей Уокер была признана главной участницей спасения дома аболициониста Фредерика Дугласа в Анакостии, районе Вашингтона. В течение всей жизни Мадам Си Джей Уокер продолжала оказывать финансовую помощь NAACP, YMCA, школам и приютам для чернокожих детей, а также другим организациям и лицам, оказывающим помощь афроамериканцам.

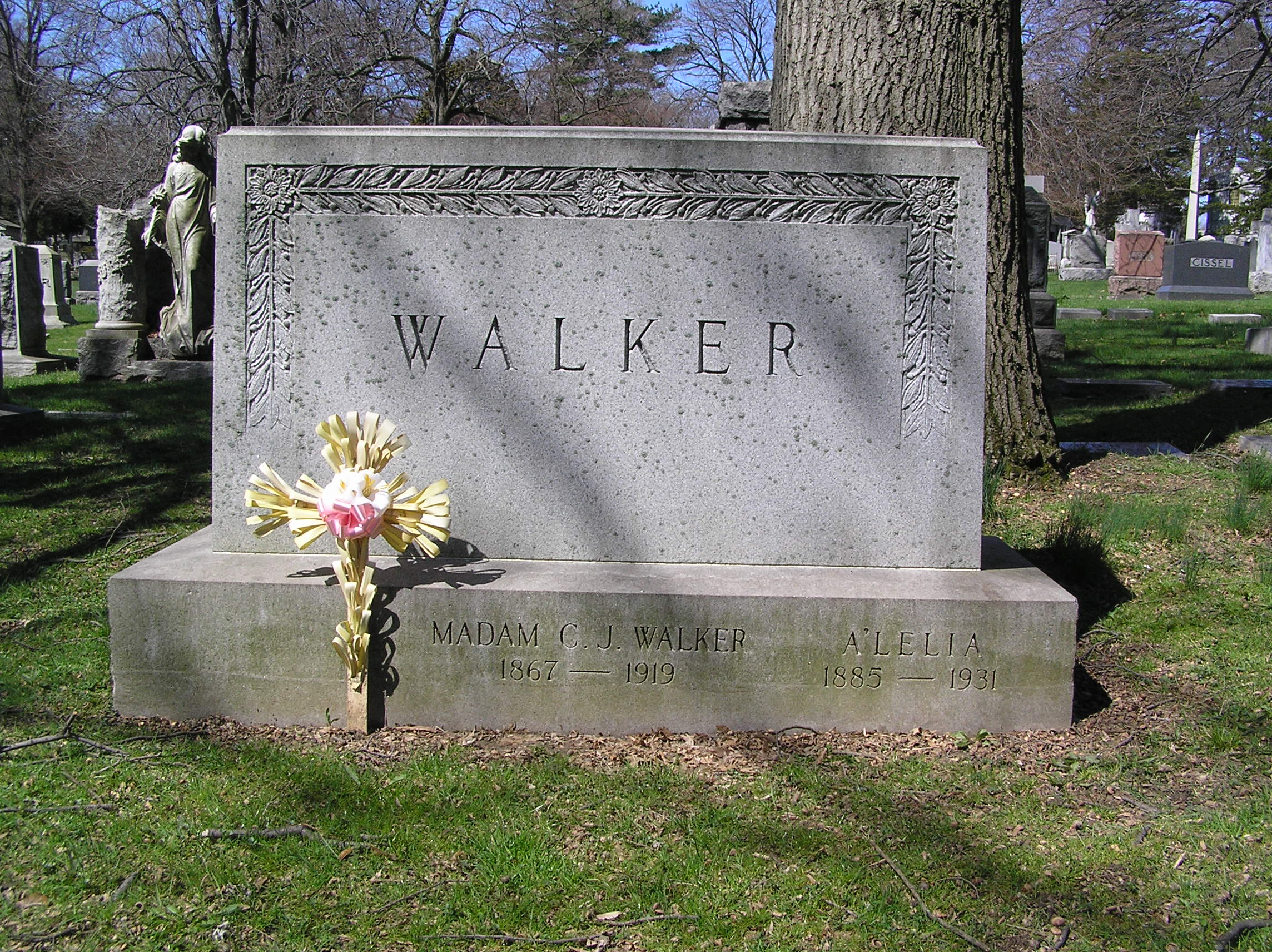
Могила Мадам Си Джей Уокер

В 1917 году Мадам Си Джей Уокер построила собственное поместье «Вилла Леваро» в Эрвингтон-он-Хадсоне, штат Нью-Йорк. Поместье спроектировал Вертнер Танди, первый лицензированный чернокожий архитектор штата Нью-Йорк и основатель братства Альфа-Фи-Альфа (англ. Alpha Phi Alpha). Постройка дома обошлась в 250 000 долларов
25 мая 1919 года, в воскресенье, Мадам Си Джей Уокер умерла в своём доме от осложнений гипертонии, ей был 51 год. Похоронена на нью-йоркском кладбище Вудлон. На момент смерти она считалась самой богатой чернокожей женщиной Америки и первой, самостоятельно скопившей состояние в один миллион долларов. Последнее определение внесено в «Книгу рекордов Гиннесса», однако согласно некрологу, опубликованному в New York Times, «два года назад [в 1917 году] она сказала, что пока не миллионер, но надеется им стать со временем».
После смерти Мадам Си Джей Уокер президентом Madam C.J Walker Manufacturing Company стала её дочь А'Лелия Уокер.

## Признание
В 1990 году Мадам Си Джей Уокер была включена в Зал славы бизнеса чикагского Музея науки и промышленности.
В 1993 году её имя включено в список Национального зала славы женщин в Сенека-Фолсе, штат Нью-Йорк, — месте проведения первой в США суфражистской конференции.
28 января 1998 года Почтовая служба США в рамках серии Black Heritage выпустила марку, посвящённую Мадам Си Джей Уокер.
16 марта 2010 года конгрессмен Чарльз Рэнджел представил резолюцию HJ81, которая была посвящена признанию вклада Мадам Си Джей Уокер в общественную жизнь.
В декабре 2010 года мэр Нью-Йорка Майкл Блумберг подписал билль, согласно которому квартал 136-й улицы между бульваром Малколма Икс (Ленокс-авеню) и Седьмой авеню был назван в честь Мадам Уокер и А’Лелии Уокер.
Также Мадам Си Джей Уокер входит в Национальный зал славы косметологии и Национальный зал славы прямых продаж